# Elisabeth Winkelmeier-Becker

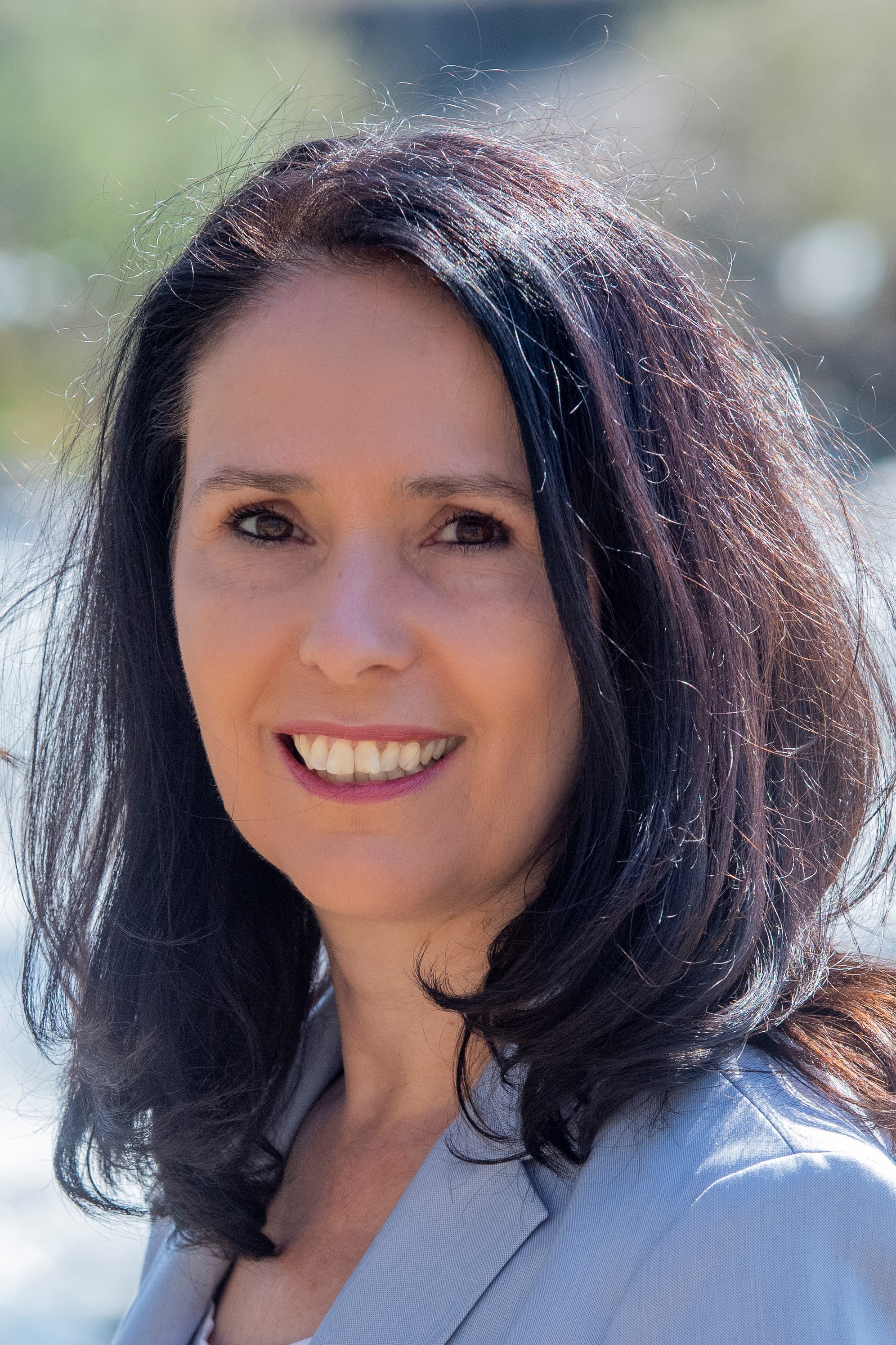
Elisabeth Winkelmeier-Becker, 2021

Elisabeth Winkelmeier-Becker geb. Winkelmeier (* 15. September 1962 in Troisdorf) ist eine deutsche Politikerin (CDU). Sie ist seit 2005 Mitglied des Deutschen Bundestages und war von 2019 bis 2021 Parlamentarische Staatssekretärin beim Bundesminister für Wirtschaft und Energie. Von 2021 bis 2025 war sie Vorsitzende des Rechtsausschusses des Deutschen Bundestags.

## Leben und Wirken

### Herkunft, Ausbildung und berufliche Tätigkeiten
Nach dem Abitur 1981 am Gymnasium Alleestraße in Siegburg absolvierte Elisabeth Winkelmeier-Becker ein Studium der Rechtswissenschaft an der Rheinischen Friedrich-Wilhelms-Universität Bonn, das sie 1986 mit dem ersten juristischen Staatsexamen abschloss. Nach Erziehungsurlaub und Referendariat legte sie 1992 das zweite Staatsexamen ab. Danach war sie als Richterin zunächst am Landgericht Bonn und ab 1997 am Amtsgericht Siegburg tätig.

### Persönliches
Winkelmeier-Becker ist seit 1984 mit Jürgen Becker verheiratet und hat drei Kinder. Sie ist römisch-katholisch.

## Politische Laufbahn

### Partei
Winkelmeier-Becker trat 1978 in die Junge Union (JU) und 1980 auch in die CDU ein. Sie gehörte von 1986 bis 1992 dem JU-Landesvorstand in Nordrhein-Westfalen an und war ab 2002 Mitglied im Vorstand des CDU-Kreisverbands Rhein-Sieg. 2004 wurde sie zur stellvertretenden Kreisvorsitzenden gewählt und von 2010 bis 2021 war sie schließlich Vorsitzende des mitgliederstärksten CDU-Kreisverbands in Deutschland. Winkelmeier-Becker ist seit 2012 stellvertretende Vorsitzende der CDU Nordrhein-Westfalen und seit 2013 stellvertretende Vorsitzende der Christlich-Demokratischen Arbeitnehmerschaft NRW (CDA-NRW).

### Abgeordnete
Bei der Bundestagswahl 2005 erhielt Winkelmeier-Becker 45,5 % der Erststimmen im Wahlkreis Rhein-Sieg-Kreis I und zog damit als direkt gewählte Abgeordnete in den Deutschen Bundestag ein. Bei der Bundestagswahl 2009 wurde sie mit 44,9 % wiedergewählt. In dieser Legislaturperiode war sie ordentliches Mitglied im Ausschuss für Familie, Senioren, Frauen und Jugend. Ihre dritte Wiederwahl gelang Winkelmeier-Becker bei der Bundestagswahl 2013 mit knapp 50 % der Erststimmen. Bei der Bundestagswahl 2017 gewann sie erneut ihren Wahlkreis mit 44 %. Bei der Bundestagswahl 2021 erreichte sie 32,6 %. Sie war in der 19. Legislaturperiode ordentliches Mitglied im Wahlausschuss. Am 15. Dezember 2021 wurde sie zur Vorsitzenden des Rechtsausschusses gewählt, zudem ist sie stellvertretendes Mitglied im Ausschuss für Menschenrechte und humanitäre Hilfe.
Winkelmeier-Becker war von 2013 bis 2019 Sprecherin der Arbeitsgruppe Recht und Verbraucherschutz der CDU/CSU-Bundestagsfraktion und gehörte in dieser Zeit dem Fraktionsvorstand an.
Bei der Bundestagswahl 2025 gewann sie den Bundestagswahlkreis Rhein-Sieg-Kreis I mit 35,6 Prozent der Erststimmen. Sie stand dabei zudem hinter Friedrich Merz auf dem zweiten Platz der Landesliste der CDU Nordrhein-Westfalen.

### Staatssekretärin
Vom 29. November 2019 bis 8. Dezember 2021 war sie Parlamentarische Staatssekretärin beim Bundesminister für Wirtschaft und Energie und zuständig für die Bereiche Wirtschaftspolitik, Industriepolitik sowie Digital- und Innovationspolitik. Daneben war sie Sonderbeauftragte der Bundesregierung für die Umsetzung der internationalen Initiative für mehr Transparenz im rohstoffgewinnenden Sektor (Extractive Industries Transparency Initiative – EITI) in Deutschland (D-EITI). Außerdem vertrat sie das Bundesministerium für Wirtschaft und Energie bis Juni 2022 im Aufsichtsrat der Deutschen Bahn AG sowie im Aufsichtsrat der Deutschen Investitions- und Entwicklungsgesellschaft.

### Positionen
In ihrer Zeit als Familienpolitikerin setzte sich Winkelmeier-Becker für das Elterngeld ein.
Im Herbst 2012 setzte sich Winkelmeier-Becker zusammen mit zwölf weiteren Unions-Bundestagsabgeordneten öffentlich für die Gleichstellung von gleichgeschlechtlichen Lebenspartnerschaften mit der Ehe beim Ehegattensplitting ein. Bei der Abstimmung über die Einführung der gleichgeschlechtlichen Ehe 2017 enthielt sie sich der Stimme.
Winkelmeier-Becker sprach sich gegen die Abschaffung des § 219a Strafgesetzbuch, der bis 2022 Werbung für den Abbruch der Schwangerschaft unter Strafe stellte, aus.
In ihrem Wahlkreis engagiert sich die Politikerin für die Reduzierung des nächtlichen Fluglärms am Flughafen Köln/Bonn und ist Mitinitiatorin des „Gesprächskreis Fluglärm der CDU/CSU-Bundestagsfraktion“.
Winkelmeier-Becker war die erste Abgeordnete der CDU/CSU-Fraktion, die sich im Juli 2025 im Deutschen Bundestag gegen die Nominierung von Frauke Brosius-Gersdorf für die Wahl von Richtern des Bundesverfassungsgerichts 2025 positioniert hatte. Diese sei für Winkelmeier-Becker nicht wählbar, denn sie vertrete „nicht unser Menschenbild“.

## Weitere Mitgliedschaften und Engagements
Winkelmeier-Becker ist Mitglied der überparteilichen Europa-Union Deutschland, die sich für ein föderales Europa und für den europäischen Einigungsprozess einsetzt.
Darüber hinaus ist sie in folgenden Funktionen aktiv (Auswahl):
- Vorsitzende des Amare e. V., einem Förderverein für ein Entwicklungshilfeprojekt in Brasilien, den sie 1996 gründete[28]
- Vorsitzende des Fördervereins Gedenkstätte Landjuden an der Sieg e. V.[29]
- Vorsitzende der Stiftung Christlich Soziale Politik (CSP)[30]
- Mitglied des Kuratoriums des Katholisch-Sozialen Instituts der Erzdiözese Köln[31]
- Mitglied im Kuratorium der Stiftung Haus der Geschichte der Bundesrepublik Deutschland[32]

## Auszeichnungen
2024 wurde Winkelmeier-Becker mit dem Bundesverdienstkreuz am Bande ausgezeichnet.